# Всё об А Лонге
«Всё об А Лонге» (иер. трад. 阿郎的故事, кант.-рус.: А Лонг дик гу си, англ. All About Ah-Long) — гонконгская драма 1989 года, режиссёр Джонни То. Главные роли исполнили Чоу Юньфат и Сильвия Чан.
Картина получила 8 номинаций на 9-й Гонконгской кинопремии. Чоу Юньфат победил в номинации «Лучшая мужская роль».

## Сюжет
А Лонг (Чоу Юньфат), отец-одиночка, пытающийся вырастить своего сына Порки (Кван Юэнь Вонг), работая водителем грузовика на стройке с низким доходом. Мать сына, Пор-Пор, бывшая девушка А Лонга (Сильвия Чан), десять лет назад уехала от него в США после ссоры. В то время А Лонг изменял ей и был жестоким. Во время родов Пор-Пор он участвовал в нелегальных гонках и был посажен за решётку. Мать Пор-Пор солгала ей, сказав, что её ребенок не выжил, и увезла её в Соединенные Штаты, где она позже стала кинорежиссёром.
Прошло десять лет. Пор-Пор возвращается из Соединенных Штатов со своим новым парнем (Алан Ка-Лунь Ю), чтобы снять рекламный ролик. Проводится прослушивание для съёмок, и рекламная компания хочет привлечь Порки на главную роль.

## В ролях
- Чоу Юньфат — Ен А-Лонг
- Сильвия Чан — Сильвия Пун/Пор-Пор
- Ын Мантат — Дракон Ын
- Кван Юэнь Вонг — Порки Енг
- Алан Ка-Лунь Ю — Патрик Ю, новый парень Сильвии
- Вонг Тин-Лам[англ.] — телепродюсер
- Джо Чу — мотогонщик
- Там Сиу-хунг — мама Сильвии
- Сзе Кай-кен — толстяк
- Цуй Ой — толстая женщина
- Ли Хим Хунг — мотогонщик
- Чан Квок Кен — мотогонщик

## Награды и номинации
| Награды                    | Награды                           | Награды               | Награды   |
| Кинопремия                 | Категория                         | Лауреат / претендент  | Результат |
| -------------------------- | --------------------------------- | --------------------- | --------- |
| 9-я Гонконгская кинопремия | Лучший фильм                      | Всё об А Лонге        | Номинация |
| 9-я Гонконгская кинопремия | Лучшая режиссёрская работа        | Джонни То             | Номинация |
| 9-я Гонконгская кинопремия | Лучший сценарий                   | Филип Чэн, Нг Ман-Фай | Номинация |
| 9-я Гонконгская кинопремия | Лучшая женская роль второго плана | Чоу Юньфат            | Победа    |
| 9-я Гонконгская кинопремия | Лучшая женская роль               | Сильвия Чан           | Номинация |
| 9-я Гонконгская кинопремия | Лучшая мужская роль второго плана | Ын Мантат             | Номинация |
| 9-я Гонконгская кинопремия | Лучший новый актёр                | Кван Юэнь Вонг        | Номинация |
| 9-я Гонконгская кинопремия | Лучшая музыка                     | Ло Таюй               | Номинация |